# 标枪

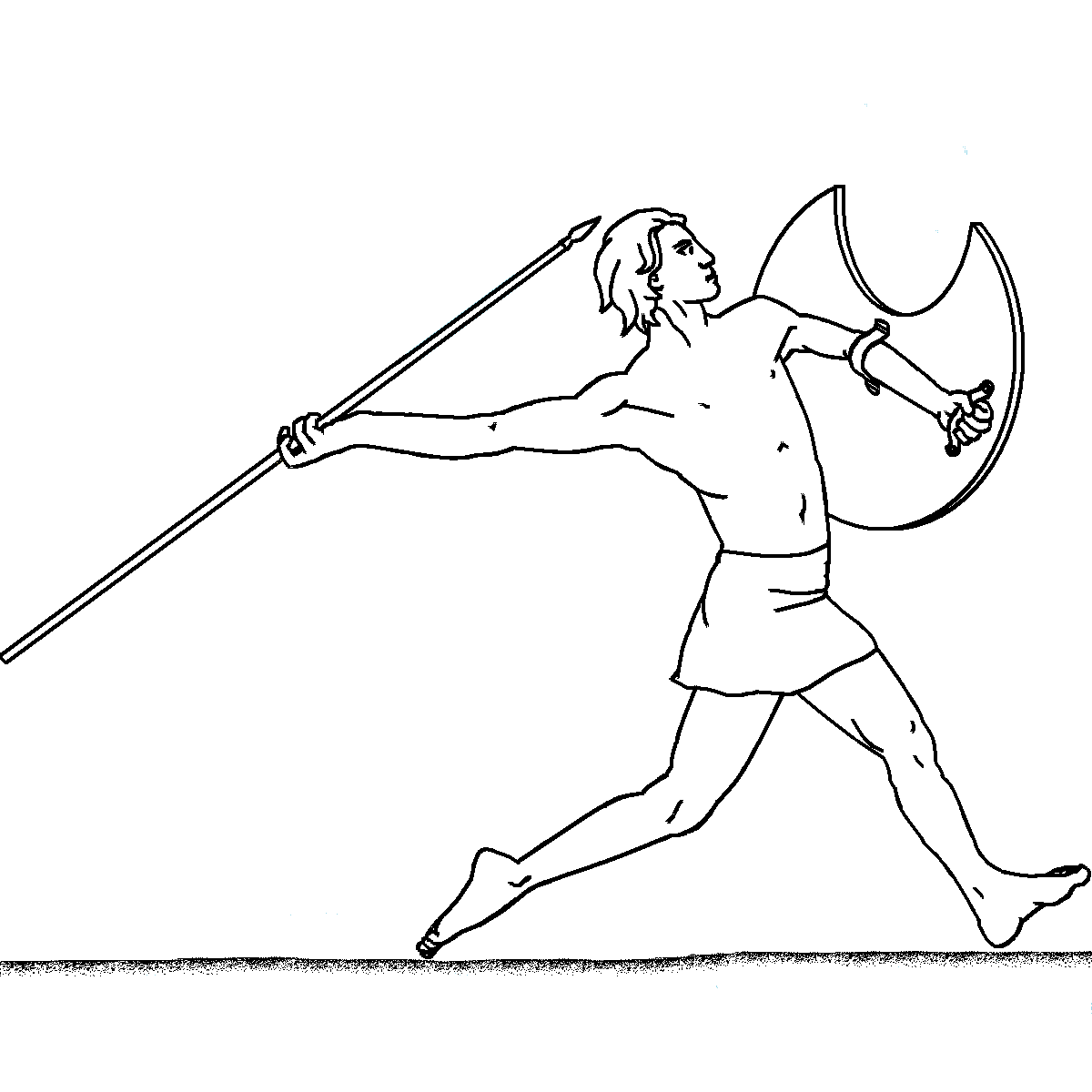
古代戰士正在投擲標槍

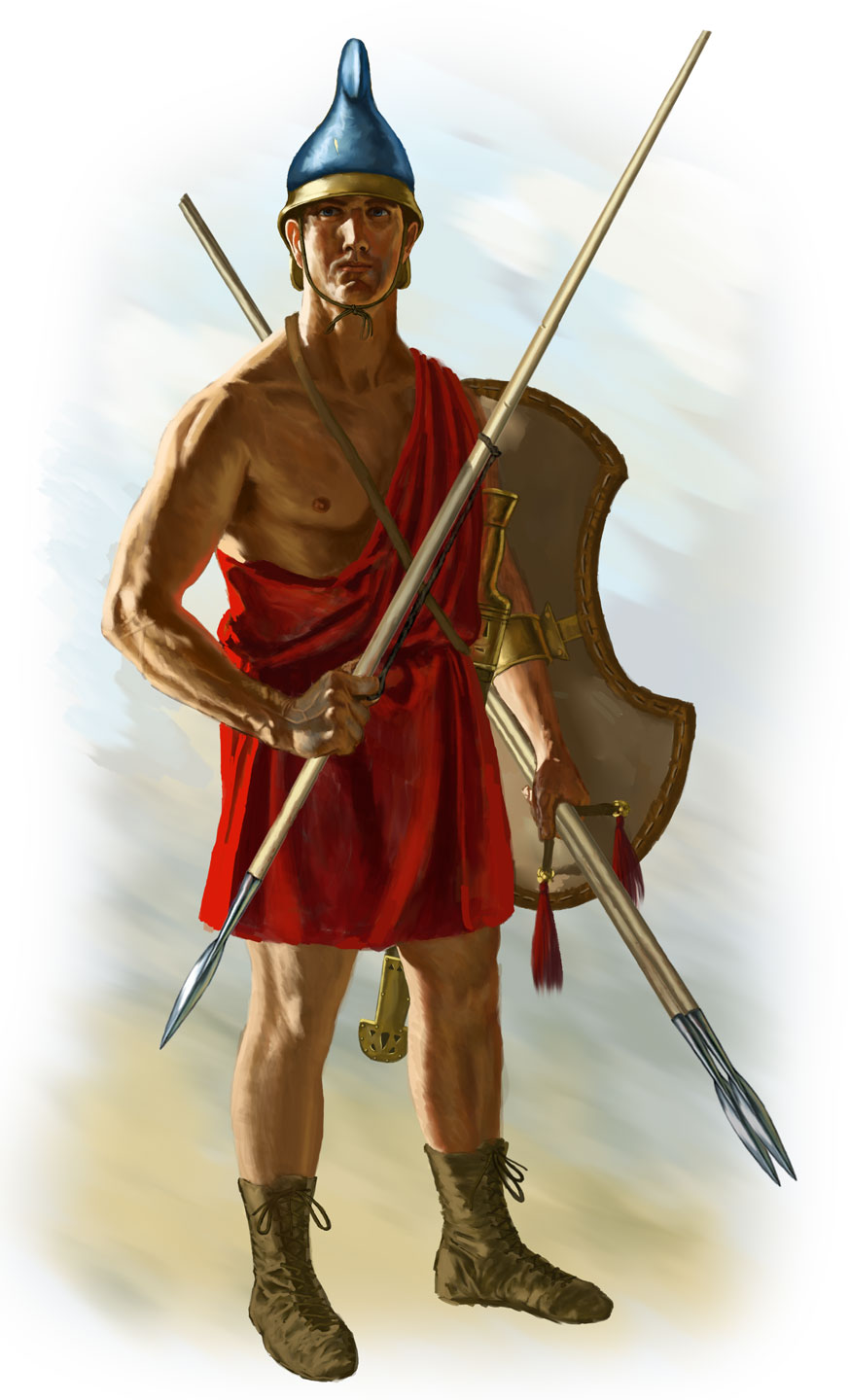
阿格里尼亞轻盾兵。 該輕盾兵持有三支標槍，一支在他的投擲手中，兩支在他的輕盾手中作為額外彈藥

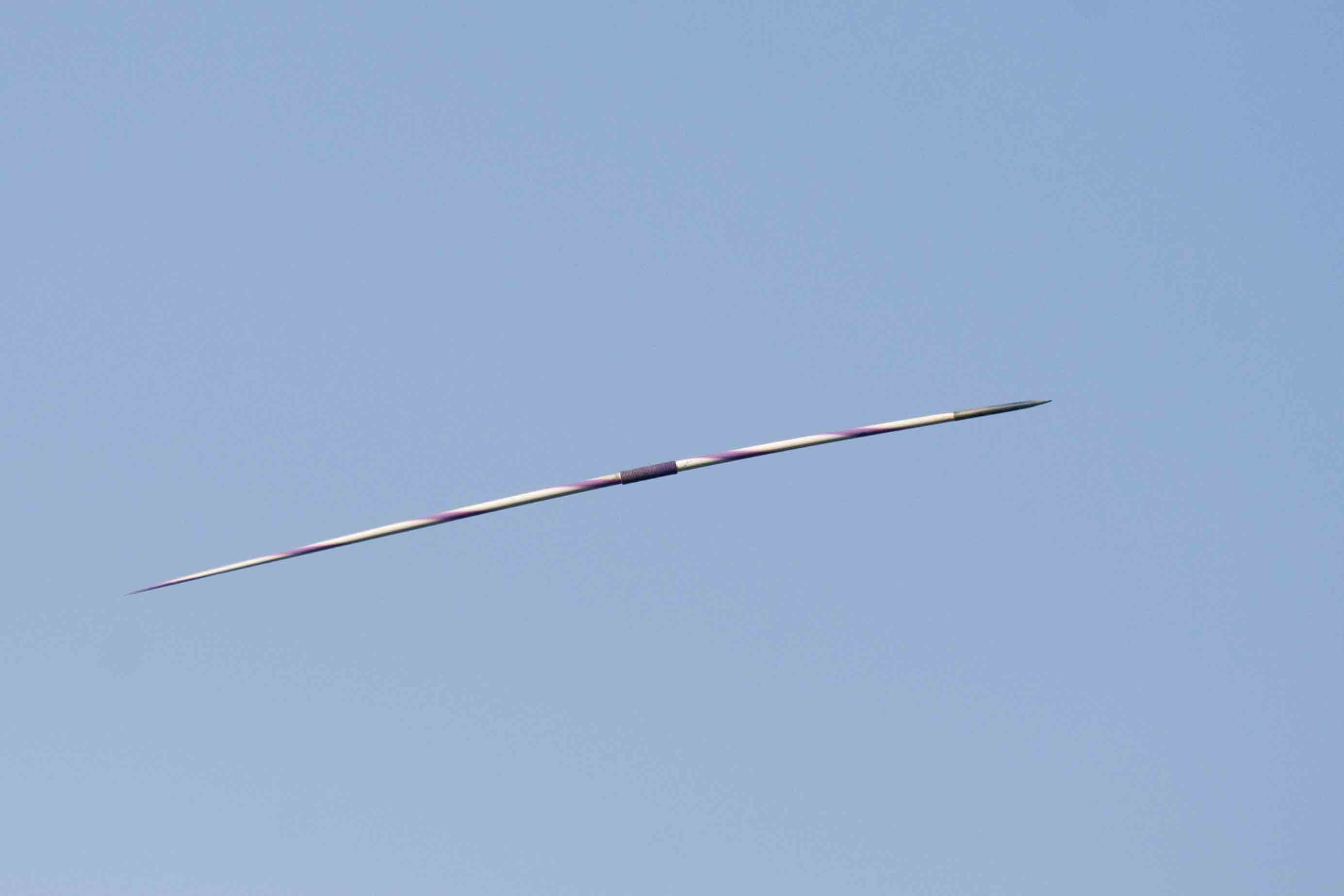
已擲出的現代標槍

标枪是一種設計成主要用於投擲的輕型槍。大部分的標槍都是用手來投擲，但是用來讓標槍手可以投更長距離的投擲裝置也是存在的。

## 军事应用
标枪是人类历史上有据可靠的最早的远程兵器之一。从原始社会开始，它就被用作重要的狩猎工具。标枪一般由有镖头和枪杆组成，有些装有起平衡作用的尾翼。镖头由金属打制而成，一般有锥形和长水滴形等形式，套装在枪杆上。枪杆通常用硬木、竹竿或金属制成的。在战场上，标枪常常与盾牌配合使用，以弥补近身武器的不足。最典型的例子便是在罗马军队中，步兵在冲锋前往往掷出标枪以扰乱敌方阵型，并打击敌方士气。随着弓弩的出现，标枪的使用开始减少，但是直到13世纪，标枪仍然是世界许多国家军队的制式装备。

### 标枪與矛
標槍與矛是很接近的東西，在西方兵器史上，标枪与矛有难以割离的密切关系。在早期的西方战场上，标枪一直被冠以「矛」的称呼。随着战争的需要，作为单纯的投掷兵器的标枪才与作为近战兵器用的矛区分开来。然而直到现在，在西方人的眼中，标枪仍然被看作是与矛相类似的武器，以至于在英语中，标枪与矛至今共用同一个单词：「Spear」。但在運動上，擲標槍則會專稱為「Javelin throw」。

## 体育运动

左方為女用標槍（長度在2.2米到2.3米之間,最少六百克重），右方為男用標槍（長度在2.6米到2.7米之間,最少八百克重）。

古希腊时代，在古代奥林匹克运动中，人们就已经开始将标枪助跑投远和原地投准作为竞技项目。在现代，擲标枪已经演变成为了一个体育运动项目。